# Roots Syndicate
Roots Syndicate was een Nederlandse band, die in 1993 een nummer 1-hit scoorde met Mockin' Bird Hill. Omdat dit het enige hitsucces van deze band was, is Roots Syndicate een eendagsvlieg.
Roots Syndicate werd in 1986 opgericht in Rotterdam. Het motto van de band was Music is all peoples language and brings men together. Gedurende enkele jaren trad de band op in festivals in Europa en in het voorprogramma van reggae-sterren. In 1993 nam Roots Syndicate voor een reclamecommercial van Centraal Beheer (Even Apeldoorn Bellen) het nummer Mockin' Bird Hill op. Op verzoek van veel televisiekijkers werd het nummer op single uitgebracht en stond het een tijdje op nummer 1. De Nederlandse zanger Albert West kwam op datzelfde moment met een eigen langzamere versie van dat nummer, dat bleef steken op de 24ste plaats. Een tweede single van Roots Syndicate bereikte nog de tipparade.
Toen verdere successen uitbleven, besloten de bandleden in 1997 te stoppen met Roots Syndicate.

## Bandleden
- Winfried Kicken  (gitaar, zang)
- Bally Sporkslede (basgitaar)
- Eric Tuinfort  (drums)
- Gilan Mijnals  (gitaar, zang)
- Willy Bouman  (percussie, zang)

## Discografie

### Singles
| Single met eventuele hitnotering(en) in de Nederlandse Top 40 | Datum van verschijnen | Datum van binnenkomst | Hoogste positie | Aantal weken | Opmerkingen                |
| ------------------------------------------------------------- | --------------------- | --------------------- | --------------- | ------------ | -------------------------- |
| Mockin' Bird Hill                                             | 1993                  | 6-2-1993              | 1               | 11           | #1 in de Nationale Top 100 |
| We'll meet again                                              | 1993                  |                       |                 |              |                            |

## Trivia
In 1993 is Dennis Bouman, beter bekend als Def Rhymz, betrokken bij het nummer Mockin' Bird Hill.